# Ботанический сад Монте
Ботанический сад Монте (фр. Jardin botanique du Montet) — ботанический сад агломерации Нанси на территории пригородов Нанси Виллер-ле-Нанси и Вандёвр-ле-Нанси. Основан в 1975 году. Площадь — 27 га; оранжерея тропических растений — 2 500 м2. Здесь растёт более 12 тыс. различных видов растений.
Ботанический сад включает альпинарий, арборетум, Розарий (садоводство), коллекцию лекарственных растений, а также исторические и систематические коллекции.